# Alvise Mocenigo (1628–1709)
Alvise II Mocenigo (ur. 3 stycznia 1628 w Wenecji, zm. 6 maja 1709 tamże) – doża Wenecji.
Jego ojcem był Alvise Mocenigo senior a matką Adriana Grimani.
Alvise II Mocenigo został wybrany na 110. z kolei dożę dnia 17 lipca 1700.
Był ograniczonym bigotem. Sprawy wiary traktował jako ważniejsze od politycznych, na których się nie znał, czego pozytywnym efektem ubocznym było to, że Republika Wenecka pozostała neutralna, gdy toczyła się wojna o sukcesję hiszpańską (1700-1714).
Dzięki handlowi z Orientem zdobył wielkie bogactwo, które musiał dzielić z 8 (!) braćmi, z których każdy nosił to samo imię: Alvise, jak ojciec. Jeden z jego braci był ambasadorem Wenecji w Londynie i Turcji (Alvise Mocenico).
Nie miał zdolności przywódczych a karierę polityczną zaczął późno. Pełnił urząd podesty (Podestà) w mieście Padwa od roku 1684 do 1686, potem był administratorem Morei. Był narcyzem i próżniakiem. Dożą został dzięki przekupstwu.

## Galeria monet

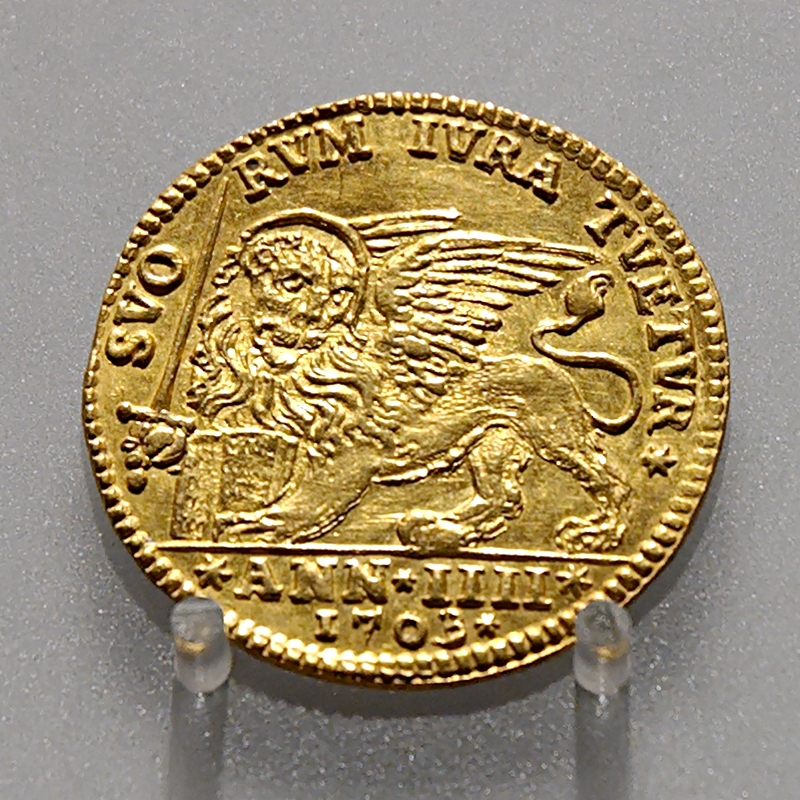
1703
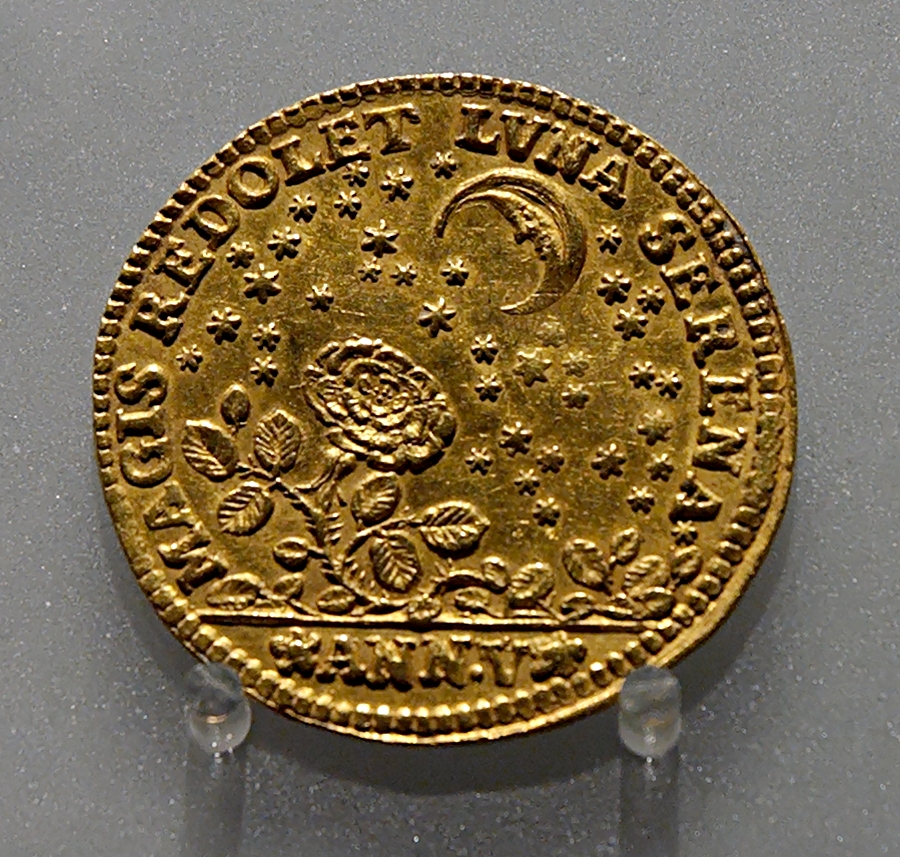
1704
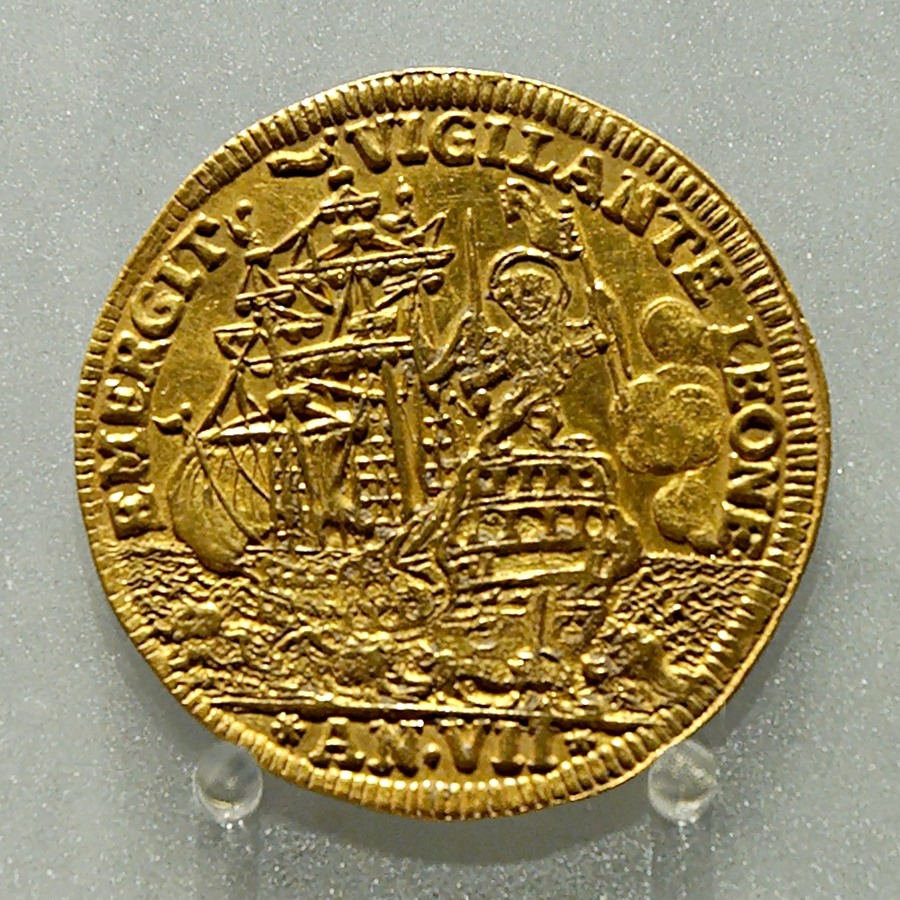
1706
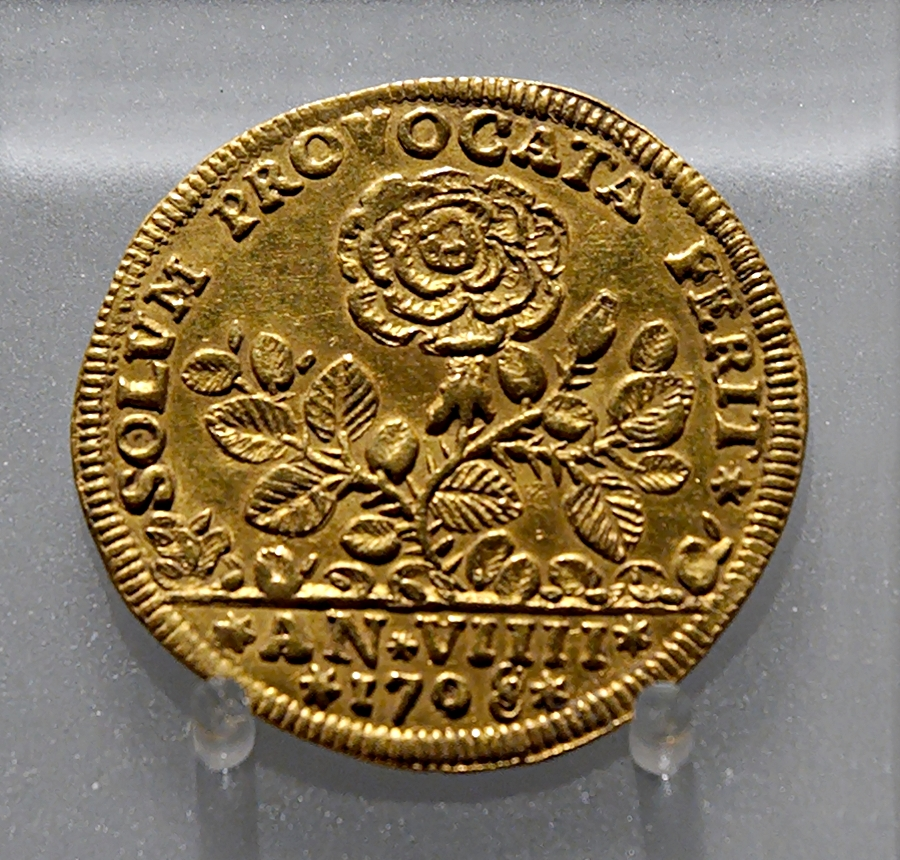
1708